# Dragsåg

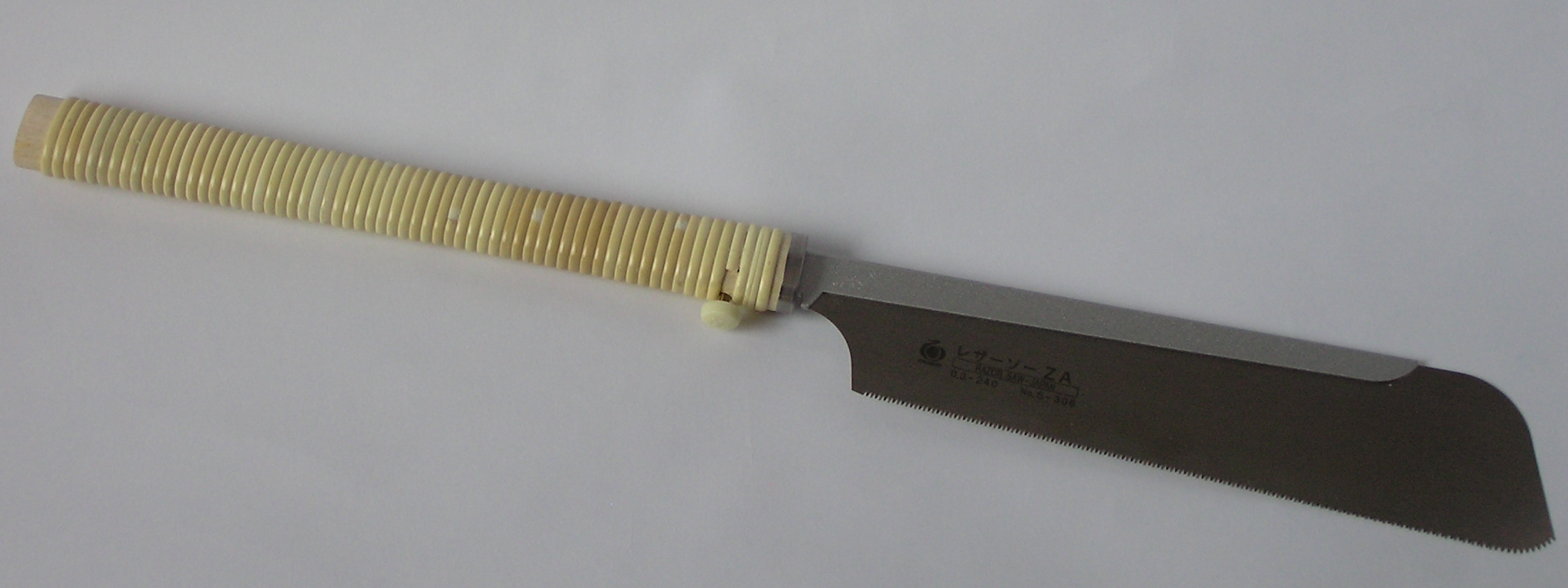
En japansk såg med förstärkt rygg.

En dragsåg, även kallad japansk dragsåg, japansk såg eller japansåg, är en typ av såg som sågar endast vid dragning. Eftersom bladet inte behöver stå emot tryck kan det göras tunnare.
Dragsågar är lättare och ger ett tunnare snitt. En nackdel är att sågen lätt fastnar i snittet om det blir djupt.